# Busti dei patrioti sul Gianicolo
Sul colle del Gianicolo a Roma sono stati collocati, a più riprese, numerosi busti raffiguranti patrioti italiani e stranieri che durante il Risorgimento hanno combattuto con le armi o con la parola per l'unificazione dell'Italia.
La creazione incominciò quando il 28 maggio 1849 la Repubblica Romana stanziò 10.000 Lire per la creazione di busti marmorei da esporre nei giardini del Pincio. Alla fine della guerra di busti ne erano stati fatti cinquantadue ma a causa del potere temporale del Papa questi rimasero nei magazzini del Campidoglio.
Nel giugno del 1851 papa Pio IX ordinò di disporre i cinquantadue busti nei giardini del Pincio, escludendo alcuni non graditi perché atei.
Nel 1860 gli scultori Achille Stocchi e Tito Sarrocchi sono incaricati di modellare i busti non graditi e di crearne di nuovi. I busti arrivano così ad essere 228.
Un primo posizionamento delle statue avvenne tra la fine dell'Ottocento e gli inizi del Novecento: il monumento a Garibaldi risale al 1896.
Negli anni venti, durante il regime fascista, fu costruito il monumento ai caduti per la causa romana, nel quale sono ancora oggi conservati i resti di questi patrioti.
Dopo la caduta del regime fascista si fece un primo restauro delle statue solo negli anni sessanta, e successivamente nei lavori per il Giubileo del 2000, durante i quali fu scoperta una villa romana e furono restaurate e ricollocate nuove statue, in particolare quella dedicata ad Anita Garibaldi e ai figli dello stesso Garibaldi.
Tutti i busti presenti sono stati restaurati nel 2010-11, in coincidenza col 150° dell'Unità d'Italia.

## Statue sul Gianicolo
| Numero | Nome                          | Scultore e anno d'inaugurazione                                                       | nascita e morte                                           | Biografia essenziale |
| ------ | ----------------------------- | ------------------------------------------------------------------------------------- | --------------------------------------------------------- | --- |
| 1      | Luigi Masi                    | Belpassi, 3 ottobre 1897                                                              | Petrignano (Assisi) 1814 - Palermo 1872                   | Maggiore, generale e comandante della brigata "Umbria". Durante la Repubblica Romana difese strenuamente la Porta Cavalleggeri, la Porta Evangelica e le mura leonine con la II brigata della milizia cittadina e col battaglione leggero di fanteria. Si distinse anche durante la rivolta di Palermo del 1866. |
| 2      | Luigi Ceccarini               | Giuseppe Trabacchi, 1893                                                              | Roma 1819 - 1887                                          | Fu capitano e successivamente maggiore dell'esercito pontificio durante la prima guerra di indipendenza. Combatté a Venezia e Vicenza. Divenuto colonnello corse a Roma nel 1849 per difendere la Repubblica. Fu escluso dall'amnistia di Pio IX e andò in esilio in Piemonte. Combatté anche nelle campagne del 1859 e del 1866. |
| 3      | Pietro Pietramellara          | Alfredo Luzi, 1886                                                                    | Bologna 1804 - Roma 1849                                  | Marchese di orientamento liberale, difese Vicenza nel 1848 e la Repubblica Romana. |
| 4      | Alessandro La Marmora         | Riccardo Grifoni 7 giugno 1886                                                        | Torino, 27 marzo 1799 – Crimea, 7 giugno 1855             | Generale piemontese promosse la formazione del corpo dei bersaglieri. Col grado di colonnello prese parte alla guerra di Crimea dove si ammalò di colera e morì nel 1855. |
| 5      | Pietro Roselli                | Pietro Benedettini, 1886                                                              | Roma 1808 - Ancona 1885                                   | Durante la Repubblica Romana del 1849 fu Generale in Capo dell'esercito della Repubblica. Appartenente all'esercito pontificio nel 1848 combatté nella prima guerra di indipendenza e nel 1860 entrò nell'esercito regolare del Regno di Italia col grado di tenente generale. |
| 6      | Alessandro Gavazzi            | Raffaele Cotogni, 1892                                                                | Bologna, 21 marzo 1809 – Roma, 9 gennaio 1889             | Frate barnabita, guidò i motti liberali del 1846-1847. Fu cappellano della legione di volontari guidata da A. Ferrari che combatteva nel Veneto. Uscì dall'ordine religioso nel 1848 e nel 1849 difese la neorepubblica. Andò in esilio per 10 anni all'estero per poi tornare per le campagne del 1859, 1860, 1866, 1867. |
| 7      | Angelo Masina                 | Michele Capri, 1886-1887                                                              | Bologna, 1815 - Roma, 3 giugno 1849                       | Comandante della cavalleria garibaldina, fu ucciso nell'assalto a Villa Corsini durante la difesa della Repubblica Romana. |
| 8      | Ludovico Calandrelli          | Enrico Simonetti, 1886                                                                | Roma, 1807 - Erzurum (Turchia), 1855                      | Comandante dell'artiglieria nella difesa della Repubblica Romana |
| 9      | Luciano Manara                | Antonio Ilarioli, 1886                                                                | Milano, 23 marzo 1825 – Roma, 30 giugno 1849              | Caduto per la difesa della Repubblica Romana |
| 10     | Goffredo Mameli               | Attilio Temperoni, 1926                                                               | Genova, 5 settembre 1827 – Roma, 7 luglio 1849            | Caduto durante la difesa della Repubblica Romana. |
| 11     | Nino Bixio                    | Biagio Salvatore, 1887                                                                | Genova, 2 ottobre 1821 – Sumatra, 16 dicembre 1873        | |
| 12     | Nicola Fabrizi                | Antonio Bottinelli, 1886                                                              | Modena 1804 - Roma 1885                                   | |
| 13     | Natale Del Grande             | Mario Gori, 1887                                                                      | Roma 1800 – Vicenza 1848                                  | |
| 14     | Giacomo Pagliari              | Adolfo Pantaresi, 1895                                                                | Persico Dosimo, Cr 1822 - Roma 1870                       | ufficiale austriaco, morì nella breccia di Porta Pia |
| 15     | Giovanni Nicotera             | Domenico Pagano, 1895                                                                 | Sambiase (Lamezia Terme), Cz 1828 - Vico Equense, Na 1894 | |
| 16     | Alessandro Calandrelli        | Pietro Piraino (1901-1902)                                                            | Roma 1805 - Albano Laziale, Rm 1888                       | Comandante dell'artiglieria pontificia, generale |
| 17     | Giacinto Bruzzesi             | Giuseppe Tonnini, 1902                                                                | Cerveteri, Rm 1822 - Turate, Co 1900                      | Tenente della Repubblica Romana,una delle quattro persone medaglia d'oro della |
| 18     | Filippo Cerroti               |                                                                                       | Roma 1819 - 1892                                          | Generale |
| 19     | Giacomo Medici                | Francesco Ferraresi, 1883                                                             | Milano 1817 - Roma 1882                                   | Aiutante di campo del re, senatore e marchese |
| 20     | Gaetano Sacchi                | Ubaldo Pizzichelli                                                                    | Pavia 1824 - 1876                                         | |
| 21     | Giuseppe Avezzana             |                                                                                       | Chieri, To 1797 - Roma 1879                               | Generale |
| 22     | Francesco Daverio             | Salvatore Buemi, 1911                                                                 | Calcinate del Pesce (Varese) 1815 - Roma 1849             | Capo di Stato Maggiore della Repubblica Romana,morì nella difesa del Casino dei Quattro Venti sul Gianicolo. |
| 23     | Colomba Antonietti            | Giovanni Nicolini, 1911                                                               | Bastia Umbra, Pg 1826 - Roma 1849                         | Moglie di Luigi Porzi, morì alla porta di S. Pancrazio |
| 24     | Carlo Pisacane                | Giuseppe Guastalla, 1911                                                              | Napoli, 22 agosto 1818 – Sanza, 2 luglio 1857             | celebre per lo sbarco dei 300 a Sapri |
| 25     | Mattia Montecchi              |                                                                                       | Roma 1816 - 1871                                          | |
| 26     | Angelo Tittoni                |                                                                                       | Roma 1820 - 1882                                          | Comandante del Battaglione Universitario Romano nella battaglia di Vicenza, ha partecipato alla Repubblica Romana |
| 27     | Tommaso Salvini               | Vittorio Macoratti, 1957                                                              | Milano 1829 - Firenze 1915                                | |
| 28     | Gustavo Modena                |                                                                                       | Venezia 1803 - Torino 1861                                | |
| 29     | Ugo Bassi                     |                                                                                       | Cento, 12 agosto 1801 –Bologna, 8 agosto 1849             | Si adoperò nella I Guerra di Indipendenza, e seguì Garibaldi quando questi decise di proseguire la guerra fuori da Roma.Catturato dagli austriaci a Bologna e fucilato a due giorni di distanza da Ciceruacchio. |
| 30     | Luigi Bartolucci              |                                                                                       | Cantiano, Pu 1788 - Nizza, F 1859                         | Generale ed amico di Giuseppe Garibaldi, militò prima sotto Napoleone Bonaparte combattendo come suo ufficiale alla campagna di Russia. Fu condottiero nel 1848 e deputato all'Assemblea Costituente in Roma. Generale di una divisione di cavalleria sotto la Repubblica romana, sostenne eroicamente l'assedio dei Francesi. Caduta la Repubblica, emigrò in Inghilterra e a Nizza. Fu insignito di vari ordini ed onorificenze tra cui la Legion d'onore e la Corona ferrea. |
| 31     | Raffaele Righetto             | Replica in bronzo del marmo L'audace Righetto di Giovanni Strazza (1818-1875) [1851]. |                                                           | Civile |
| 32     | Menotti Garibaldi             |                                                                                       | Mostardas, 16 settembre 1840 – Roma, 22 agosto 1903       | Figlio di Giuseppe Garibaldi |
| 33     | Ricciotti Garibaldi           | Mario Rutelli, 1931                                                                   | Montevideo, 24 febbraio 1847 - Riofreddo, 17 luglio 1924  | Figlio di Giuseppe Garibaldi |
| 34     | Costante Garibaldi            | Costanza Garibaldi, 1932                                                              |                                                           | Figlio di Ricciotti Garibaldi. Morì nelle Argonne poco più che ventenne |
| 35     | Bruno Garibaldi               | Ercole Drei, 1931                                                                     |                                                           | Figlio di Ricciotti Garibaldi. Morì nelle Argonne poco più che ventenne |
| 36     | Giacomo Venezian              | 17/9/1895                                                                             | Trieste,1824 - Roma 1849                                  | Sergente della I Compagnia della Legione Medici, nel 1848 tentò di provocare un moto rivoluzionario a Trieste, senza tuttavia riuscirci. Nel 1849 partecipò alla Prima guerra d'indipendenza. Venne ferito mortalmente dai francesi il 22 giugno 1849 quando tentava di difendere il Casinò Barberini, e morì il 2 luglio all'età di 25 anni. |
| 37     | Maurizio Quadrio              | Giovanni Spertini, 1911                                                               | Chiavenna,1800 - Roma 1876                                | Partecipò alla Rivoluzione Polacca del 1830. Di fede mazziniana, difese Roma nel 1849. Andò in esilio a Marsiglia, Svizzera e Londra. Fu membro del Partito d'Azione e attivista convinto del Partito Repubblicano. |
| 38     | Bartolomeno Filipperi         | Lorenzo Cozza, 1911                                                                   | Roma,1833 - 1877                                          | Nel 1849 combatté sulle barricate di Porta San Pancrazio. Esiliato per dieci anni andò in esilio a Nîmes. Seguì Giuseppe Garibaldi nel 1854 e nel 1867. |
| 39     | Achille Sacchi                | Giovanni Prini, 1911                                                                  | Mantova,1827 - 1890                                       | Volontario nella I Guerra d'Indipendenza, difese con tenacia Porta San Pancrazio nel 1849. Nel 1853 ordì insieme a Mazzini una insurrezione e fu per questo esiliato in Svizzera. Partecipò alle Campagne Garibaldini del 1859, 1860 e 1866. Tornò poi a Mantova dove diresse il manicomio locale. |
| 40     | Quirico Filopanti             | A. Pantoresi, 1911                                                                    | Budrio 1812 - Bologna 1894                                | Scrittore laureato in matematica e fisica, insegnò all'Università di Bologna. Partecipò come volontario alla guerra del 1848. Fu Deputato e segretario della Assemblea Costituente della Repubblica Romana. Nel 1849 andò esule a Londra. Seguì Garibaldi nelle campagne del 1866-67. Fu deputato di estrema sinistra. |
| 41     | Carlo Mayr                    | Michele Tripisciano, 1911                                                             | Ferrara,1810 - 1882                                       | Combattente garibaldino, fu ministro degli Interni nella Repubblica Romana. Fu senatore del Regno d'Italia. |
| 42     | Carlo Bontemps                | Riccardo Rossi                                                                        | Massa 1843 – Roma 1918                                    | Carlo Bontemps apparteneva ad una nobile famiglia di origine lorenese che sul finire del '700 si stabilì a Massa. Tra i suoi membri contava artisti ed artigiani, come il celebre pittore Pietro Bontemps. Anche il giovane Carlo era stato avviato alla scultura, ma, dopo la sua giovanile esperienza di volontario nelle file garibaldine, rinunciò alle arti per intraprendere una fortunata carriera militare nell'esercito. Aveva solamente sedici anni quando, senza il consenso del padre entrò nella formazione dei Cacciatori della Magra. A seguito di ciò venne diseredato dalla famiglia. Tale era la fede nell'ideale nazionale che nel 1859 partecipò alla II guerra di Indipendenza. L'11 luglio del 1860, partì con la spedizione comandata da Rossini e diretta in Sicilia con lo scopo di dare appoggio militare all'impresa dei Mille. Come ufficiale del I Reggimento volontari italiani, partecipa alla III guerra d'Indipendenza (1866). Nel 1867, è assieme ai garibaldini che tentarono la conquista di Roma. Nel corso della durissima battaglia di Mentana, combattuta con valore, si meritò la medaglia dei benemeriti della liberazione di Roma. Dopo tanto ardore e tante battaglie a sostegno della causa nazionale, passò nel genio militare e svolse attività di funzionario per il Ministero della Guerra. Nel 1982, a Roma, in occasione del centenario della morte di Garibaldi, gli è stato tributato l'altro riconoscimento di avere eretto, sul Gianicolo, assieme a quelli degli eroi garibaldini, il suo busto marmoreo, decorato delle numerose medaglie di cui venne insignito. |
| 43     | Domenico Piva                 | Enrico Quattrini, 1928                                                                | Rovigo,1826 - 1907                                        | Prese parte alla difesa di Roma nel 1849 e fu ferito alla testa. Catturato insieme ad altri patrioti dagli austriaci fu da questi obbligato a arruolarsi nell'esercito austriaco per otto anni. Congedato raggiunse Garibaldi nel 1860 e fu luogotenente nella I Compagnia dei Mille. Passato all'esercito regolare coprì l'incarico di tenente generale. |
| 44     | Nino Costa                    | Giovanni Cozza, 1911                                                                  | Roma,1833 - 1877                                          | |
| 45     | Bartolomeno Filipperi         | Giovanni Cozza, 1911                                                                  | Roma,1826 - Marina di Pisa,1903                           | Pittore Garibaldino prese parte alla difesa di Porta San Pancrazio che gli ispirò il quadro "La difesa del Vascello". Combatté poi a Mentana. |
| 46     | Raffaele Tosi                 | V. Macoratti, 1949                                                                    |                                                           | Partecipò alle campagne del 1848-49,1859-60,1866-67. Il busto fu offerto dalla famiglia. |
| 47     | Giuseppe Rosi                 | G. Mangionello, 1912                                                                  | Calcara di Ussita, 8 gennaio 1798 – Roma, 9 marzo 1891    | Fu detto il "poeta pastore" |
| 48     | Oreste Tiburzi                | Aurelio Temperoni, 1911                                                               | Roma,1825 - 1849                                          | Fu sempre a fianco di Filippo Casini |
| 49     | Filippo Zamboni               |                                                                                       | Trieste,1826 -Vienna1910                                  | A soli 22 anni prese parte alla difesa della Repubblica Romana con il grado di capitano del Battaglione Universitario Romano. Insegnò lettere nella Accademia Commerciale di Vicenza. Nel 1877 donò la Bandiera di guerra del Battaglione Universitario Romano al Comune di Roma. |
| 50     | Alessandro Meloni             | C. Docchi, 1941                                                                       | Imola,1813 -Roma 1849                                     | Patriota sin da giovane combatté nel 1848 nel Veneto e a Vicenza fu promosso Capitano. Prese parte nel 1849 alla difesa di Roma e di Porta S. Pancrazio e fu ferito mortalmente davanti Garibaldi che lo promosse Maggiore il giorno stesso della sua morte. |
| 51     | Bernardo Serafini             |                                                                                       | Serungarina,1822 - 1906                                   | Liberale cospirò contro il governo pontificio. Combatté con Garibaldi nella I Guerra d'Indipendenza, fu in Sicilia coi Mille e combatté il brigantaggio. Fu deputato fino al 1886 quando entrò a far parte del senato. |
| 52     | Raffaele De Benedetto         | Benedetto De Lisi                                                                     | Palermo- Roma1867                                         | Maggiore Garibaldino, cadde per l'insurrezione di Roma |
| 53     | Eugenio Agneni                | -                                                                                     | Sutri 1816 – Frascati 1879                                | pittore e patriota |
| 54     | Anton Giulio Barrili          | -                                                                                     | Savona, 1836 – Carcare 1908                               | patriota e scrittore italiano |
| 55     | Antonio Fratti                | -                                                                                     | Forlì 1848 – Domokos 1897                                 | patriota e politico italiano |
| 56     | Bartolomeo Galletti           | S.Meyer, 1936                                                                         | Roma 1812 – 1887                                          | pittore e patriota |
| 57     | Federico Gattorno             | -                                                                                     | Genova 1836 – Roma 1913                                   | patriota, Capo di Stato Maggiore dei Corpi garibaldini e Deputato del Regno d'Italia |
| 58     | Enrico Guastalla              | -                                                                                     | Guastalla 1826 – Milano 1903                              | patriota italiano. |
| 59     | Herman Liikanen               | -                                                                                     | Ristiina 1835 – Kuhmalahti 1926                           | Garibaldino finlandese |
| 60     | Giovanni Marangoni            | Aldo Andreani, 1941                                                                   | Suzzara 1879 – Roma 1869                                  | patriota |
| 61     | Gabriele Martucci della Spada | 1925, Angelo Cives                                                                    | Roma 1828 – Roma 1849                                     | studente e patriota, si arruolò nel Battaglione Universitario Romano morì nella difesa della Repubblica Romana |
| 62     | Luigi Mercantini              | Ettore Ximenes                                                                        | Ripatransone 1821– Palermo 1872                           | poeta e patriota |
| 63     | Luigi Miceli                  | C.Genua, 1920                                                                         | Longobardi 1824 – Roma 1906                               | patriota e politico italiano, mazziniano e poi garibaldino, fu deputato, ministro e infine senatore del Regno. |
| 64     | Paolo Narducci                | Publio Morbiducci, 1921                                                               | Roma 1829 – Roma 1849                                     | patriota, fu il primo caduto della Repubblica Romana durante l'attacco francese contro Porta Pertusa. |
| 65     | Giovanni Cadolini             | -                                                                                     | Cremona 1830 – Cremona 1917                               | patriota e politico italiano. |
| 66     | Raffaele Cadorna              | -                                                                                     | Milano 1815 – Torino 1897                                 | generale e politico italiano. Fu al servizio prima del Regno di Sardegna e poi del Regno d'Italia. |
| 67     | Stefano Canzio                | -                                                                                     | Genova 1837 – Genova 1909                                 | medaglia d'oro al valor militare e generale garibaldino. |
| 68     | Giacinto Carini               | Giovanni Rosone, 1941                                                                 | Palermo 1821 – Roma 1880                                  | patriota e politico italiano. Partecipò alla rivoluzione indipendentista siciliana del 1848, fu garibaldino e deputato al Parlamento. |
| 69     | Domenico Cariolato            | -                                                                                     | Vicenza 1835 – Roma 1910                                  | patriota e militare italiano. Fu garibaldino. |
| 70     | Francesco Nullo               | -                                                                                     | Bergamo, 1826 – Krzykawka 1863                            | patriota e militare italiano. |
| 71     | Giovanni Pantaleo             | -                                                                                     | Castelvetrano 1831 – Roma 1879                            | monaco e militare italiano. |
| 72     | Teodoro Pateras               | -                                                                                     | 1828 – 1870                                               | patriota italiano |
| 73     | John Whitehead Peard          | 1904 (realizzato nel 1860) , G.Paganucci                                              | Fowey 1811 – 1880                                         | colonnello britannico, volontario al seguito di Garibaldi |
| 74     | Oreste Regnoli                | C.Panati, 1922                                                                        | Forlì 1816 – Bologna 1896                                 | patriota |
| 75     | Alarico Silvestri             | -                                                                                     | Amelia 1816 – Domokos 1897                                | patriota italiano e greco |
| 76     | Corrado Tommasi Crudeli       | -                                                                                     | Pieve Santo Stefano 1834 – Roma 1900                      | patriota e medico italiano |
| 77     | Stefano Turr                  | -                                                                                     | Baja 1825 – Budapest 1908                                 | militare e politico ungherese. Noto in Italia per la grande parte avuta nella campagna dei Cacciatori delle Alpi e nella spedizione dei mille. |
| 78     | Augusto Valenziani            | Publio Morbiducci, 1920                                                               | Roma 1832 – 1870                                          | patriota e militare italiano |
| 79     | Candido Augusto Vecchi        | -                                                                                     | Fermo 1814 – Ascoli Piceno 1869                           | storico, patriota e militare italiano. La sua vita, la carriera militare e quella politica sono legate al periodo della storia risorgimentale italiana. Sostenitore e amico personale del generale Giuseppe Garibaldi ne condivise gli ideali di libertà e indipendenza che condussero all'Unità d'Italia. Fu tra i partecipanti della Repubblica Romana del 1849, nella quale assunse la carica di deputato, eletto nei collegi della provincia di Ascoli Piceno. |
| 80     | Petko Voyvoda                 | -                                                                                     | Aisymi 1844 – Varna 1900                                  | rivoluzionario e patriota bulgaro, attivo nella liberazione della Bulgaria, in particolar modo della Tracia. |
| 81     | Melchiorre Cartoni            | Giuseppe Tonnini, 1920                                                                | Roma 1827 – ?                                             | patriota italiano, presente in molti dei principali eventi risorgimentali italiani, fino alla annessione di Roma come capitale d'Italia. |
| 82     | Filippo Casini                | -                                                                                     | Roma 1828- – Roma 1849                                    | patriota e militare partecipò alla difesa di Roma comandò la batteria della Montagnola, morì con tutti i suoi artiglieri. |
| 83     | Francesco Cucchi              | -                                                                                     | Bergamo 1834 – Roma 1913                                  | patriota e politico italiano. Fu senatore del Regno d'Italia nella XVIII legislatura. |
| 84     | Giuseppe Dezza                | -                                                                                     | Melegnano 1830 – Milano 1898                              | generale e patriota italiano. Fu senatore del Regno d'Italia nella XVI legislatura |
| 85     | Augusto Elia                  | -                                                                                     | Ancona 1829 – Roma 1919                                   | militare e politico italiano. |
| 86     | Achille Fazzari               | Mario Rutelli                                                                         | Stalettì 1839 – Copanello 1910                            | politico italiano. |